# Bách tán Đài Loan kín
Bách tán Đài Loan kín (danh pháp khoa học: Taiwania cryptomerioides) là loài cây thuộc họ Hoàng đàn. Đây là loài bản địa của Đông Á, sống tại vùng núi miền Trung Đài Loan, một số vùng ở tây nam Trung Quốc, vùng biên giới giáp Trung Quốc của Myanma và miền bắc Việt Nam. 
Đây là một trong các loài cây lớn nhất của châu Á, có thể cao đến 80 m và đường kính thân gỗ đến 4 m.